# 哈立德级潜艇
哈立德級潛艇（英文：Khalid class Submarine），是巴基斯坦海軍的一款奥古斯塔级潜艇的改进型，共3艘服役中。

## 概述
哈立德级潜艇是一个改进版本，配备现代系统，更好的电池，更长的续航时间，更深的潜水能力，更低声空化更好的自动控制(人员从54人减少到36人)。可配备MESMA不依赖空气的推进(AIP)系统。它最多可以携带16枚鱼雷，SM-39“飞鱼”潜射导弹，甚至可以携带核动力巡航导弹。
在1992年，通过法国密特朗政府和巴基斯坦贝·布托政府的谈判，法国首次提供贷款，在5至6年内支付。为巴基斯坦海军提供3艘潜艇。2000年，法国授权巴基斯坦建造最后两艘哈立德级。2001年，首艇“哈立德”号（PNS Khalid S-137）成功试射两枚潜射反舰导弹。
2018年3月，原建筑商DCNS在投标竞争中输给了土耳其的公司STM，用于3艘哈立德级潜艇的中期升级。升级将取代“潜艇的整个声纳套件、潜望镜系统、指挥和控制系统、雷达和电子支持系统”。HAVELSAN(土耳其国家控制的军事软件公司)和ASELSAN(土耳其国防承包商)制造的系统也将作为该项目的一部分出口。”此外，还将在潜艇上安装“夏普眼低截获概率(LPI)雷达系统”，并“对潜艇最关键的结构--耐压外壳进行修改，通过对本地和国外公司提供的各种系统进行系统到系统和平台到系统的集成。”

## 本級艇
| 舷號  | 艇名                  | 建造廠家                    | 下水時間       | 服役時間       | 現狀   |
| ----- | --------------------- | --------------------------- | -------------- | -------------- | ------ |
| S-137 | 哈立德 （PNS Khalid） | 法國瑟堡造船厂（DCNS）      | 1998年12月18日 | 2001年         | 服役中 |
| S-138 | 萨阿德 （PNS Saad）   | 巴基斯坦卡拉奇造船廠 (KSEW) | 2002年8月24日  | 2003年12月12日 | 服役中 |
| S-139 | 哈姆扎（PNS Hamza）   | 巴基斯坦卡拉奇造船廠 (KSEW) | 2006年8月10日  | 2008年9月23日  | 服役中 |